# Hörby
För andra betydelser, se Hörby (olika betydelser).

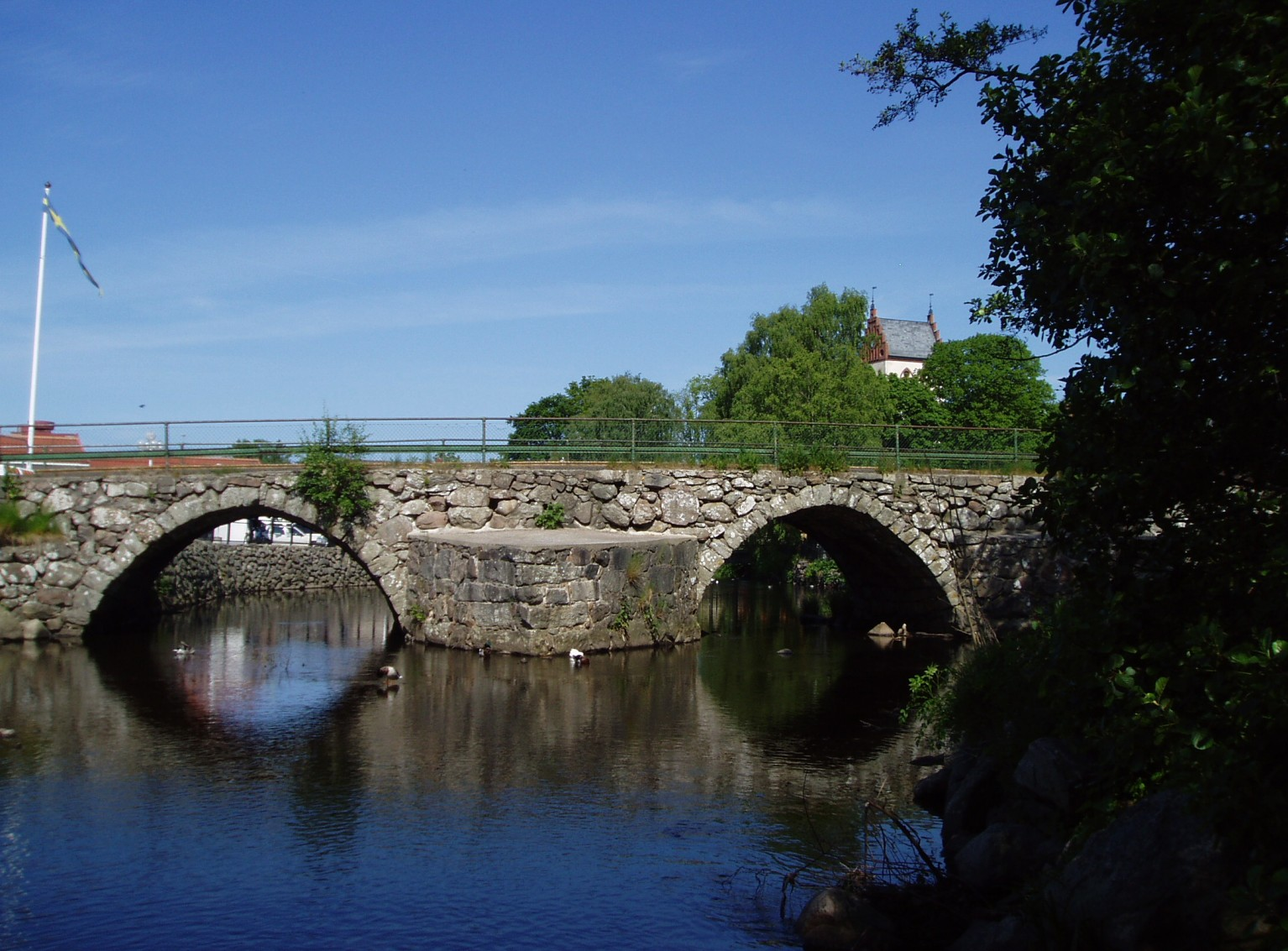
Stenbro över Hörbyån i Hörby.

Hörby är en tätort och centralort i Hörby kommun i Skåne län. Hörby ligger längs med E22:s sträckning ungefär 35 kilometer nordöst om Lund och 44 kilometer sydväst om Kristianstad. Den ligger nära Östra Ringsjön och ungefär 12 kilometer sydost om Höör.
Hörby är kyrkbyn i Hörby socken och fick på 1880-talet järnvägsförbindelse. Järnvägen gjorde att Hörby blev en betydande järnvägsknut i Skånes mitt. Den sista järnvägslinjen lades ner 1967 och spåret är numera upprivet. Slogan för orten är På rätt våglängd som syftar på Hörby kortvågsstation.

## Historia
Hörby har stavats både Hörghby och Hörgby. Ortnamnet kommer från det fornnordiska ordet hörgr vilket betyder stenröse eller stenbunden mark. Redan innan den första järnvägen dit öppnades 1882 var orten ett ganska betydande samhälle, vars utveckling började redan på 1840-talet och som några årtionden senare blev mittpunkt för en stor del av Mellanskåne. I Hörby möts Skånes landsvägar från norr och söder samt väster och öster. Landsvägen norr-söder band samman de båda städerna Vä och Lund. Idag sammanbinder E22an nordöstra Sverige med kontinenten. Vägen väst–öst, nuvarande Råbygatan, gick till Östra Sallerup.

### Tiden före järnvägen

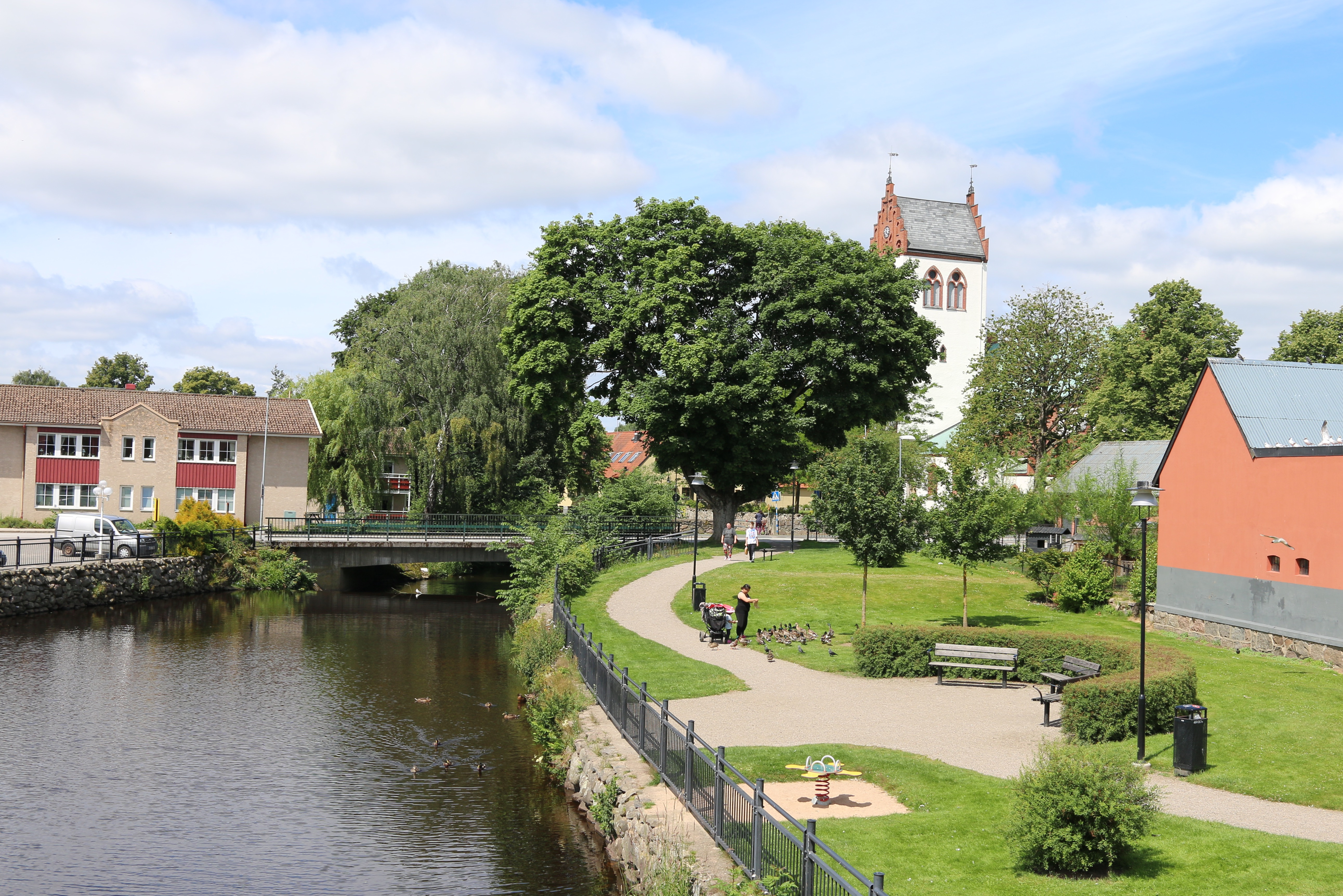
Hörbyån i Hörby.

Den första kartan över Hörby är daterad 1699. I samband med att laga skiftet 1839 genomfördes i Hörby och ägarutbyte skedde med Råby, Ekeröds och Attarps byar, upprättade en skifteskarta som godkändes och fastställdes 1841. Skillnaden mellan kartorna är liten. De flesta gårdarna låg mellan ån i söder och Råbygatan i norr. Vid den öppna platsen västerut låg tingshus, gästgivaregården, kyrkan och tre gårdar. Söder om ån fanns ingen bebyggelse.
Vid laga skiftet tog man undan lertäkten och marknadsplatsen. Lertäkten begränsades av Storgatan, ca femton meter norr om Prostgatan, Slagtoftavägen och Tingsgatan. Då tegel och sten ersatte leran som byggnadsmaterial skiftades lertäkten 1849 mellan bönderna. Området var fullt av djupa hålor och vid regn sjönk man djupt i leran. Bönderna inhägnade därför sina lertäktsbitar med taggtråd. På 1870-talet började man fylla ut hålorna samt dika marken och 1883 var nästan hela lertäkten bebyggd.
1848 fick Frosta härad sin första distriktsläkare, Thure Leonard Eneroth. 21 januari 1860 fick apotekare Peter Mauritz Nordqvist personligt privilegium att anlägga apotek i Hörby.

### Järnvägsepoken

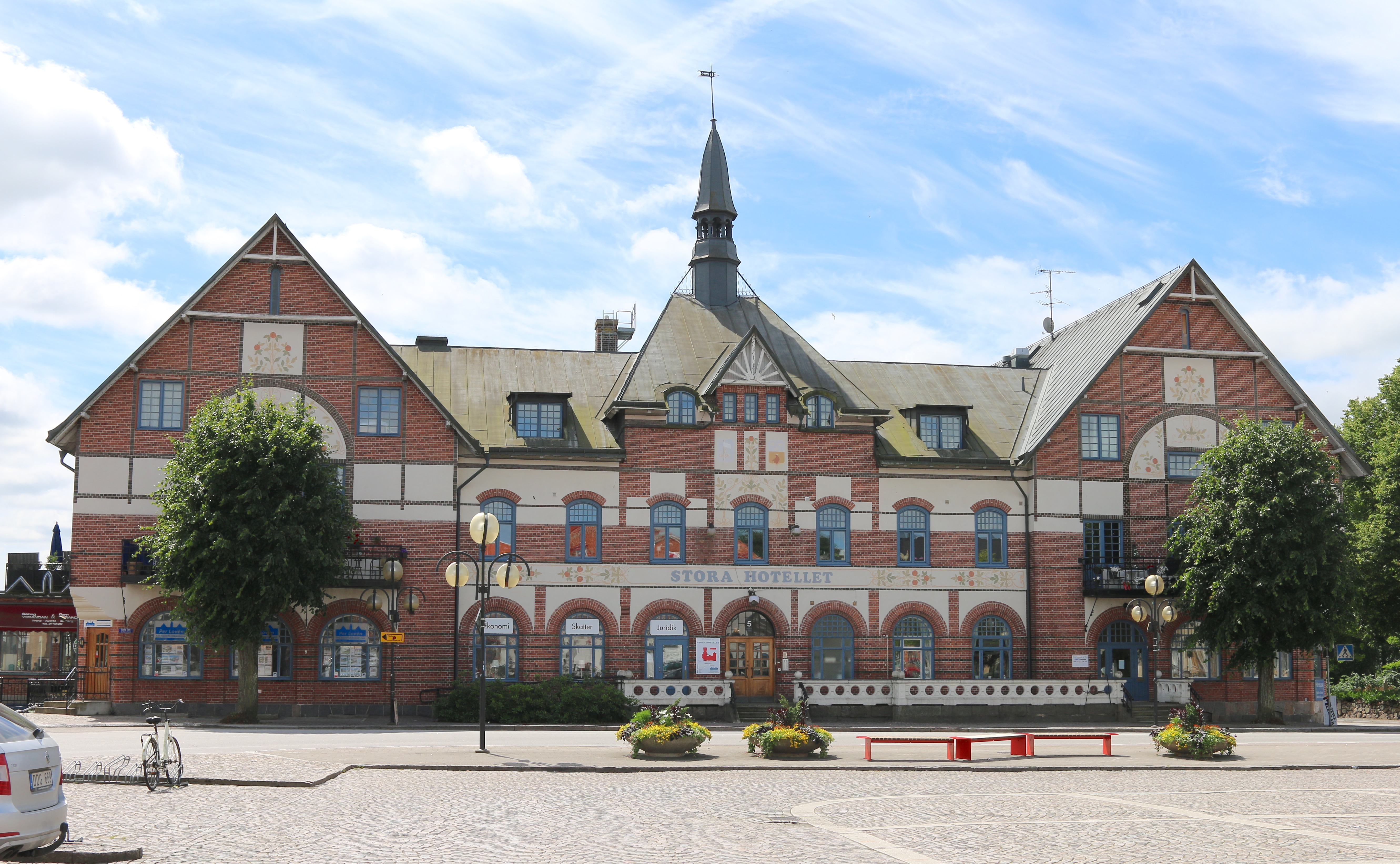
Stora Hotellet i Hörby.

1882 öppnades järnvägslinjen Hörby–Höör. Delar av banan samt stationsområdet låg på delar av före detta marknadsplatsen. 11 september klockan 19.30 rullade det första tåget, med loket Bifrost, in från Höör. Trafiken kom igång 26 oktober. I november 1886 öppnade linjen Hörby–Tollarp.
Hösten 1883 började gästgivaregårdens krögare Johan Nilsson att bygga ett hotell i två våningar på stationsområdet. Den 11 januari 1885 var det invigningsbal med häradshövding L. von Sydow som invigningstalare. Det fanns en telefonledning i Hörby och denna gick från befallningsman Georg Krooks bostad Georgshill till järnvägsstationen samt mellan gästgivaregården, järnvägshotellet och järnvägsstationen. I januari 1886 kopplades man på det skånska telefonnätet och trots att väntetiden till en början kunde vara flera timmar lång växte antalet abonnenter.
Under 1880-talet diskuterades municipalsamhällsfrågan livligt och under 1889 omtäcktes flera tak i byn eftersom det i municipalstadgarna stod att taktäckning med spån inte var tillåtet. Municipalsamhället Hörby inrättades 1894 som då hade 1 091 invånare. 1897 förlängdes järnvägen Hörby–Tollarp till Eslöv i söder och senare till Kristianstad i norr.
Järnvägen Hörby–Höör lades ner 1928, Hörby–Kristianstad 1961 och Hörby–Eslöv 1967.

### Industri
Enligt palteboken från omkring 1515 fanns det i Hörby både skräddare, skomakare och garvare. 1839 fanns det smeder, garvare, skräddare, skomakare, mjölnare och hattmakare i Hörby. I mitten på 1840-talet startades byns första handelsbod. 1850 inrättade kopparslagare L. Jacob Ekman en verkstad. 1851 flyttade klockgjutare Leopold Brausewetter (1822–1865) till Hörby. Han blev en känd klockgjutare och signerade sina verk med Wetter.

### Administrativa tillhörigheter
Hörby var och är kyrkby i Hörby socken där Hörby landskommun inrättades vid kommunreformen 1862. I landskommunen inrättades 20 december 1894 Hörby municipalsamhälle för orten. Denna med sitt närområde bröts 1900 ut ur landskommunen och bildade Hörby köping. 1969 utökades köpingskommunen som sedan 1971 uppgick i Hörby kommun med Hörby som centralort. I kyrkligt hänseende har Hörby alltid hört till Hörby församling. Judiciellt har orten ingått i samma tingslag och tingsrätter som Hörby socken.

### Befolkningsutveckling
| Befolkningsutvecklingen i Hörby 1960–2020                   | Befolkningsutvecklingen i Hörby 1960–2020 | Befolkningsutvecklingen i Hörby 1960–2020 | Befolkningsutvecklingen i Hörby 1960–2020 | Befolkningsutvecklingen i Hörby 1960–2020 |
| ----------------------------------------------------------- | ----------------------------------------- | ----------------------------------------- | ----------------------------------------- | ----------------------------------------- |
|                                                             |                                           |                                           |                                           |                                           |
| År                                                          |                                           |                                           | Folkmängd                                 | Areal (ha)                                |
| 1960                                                        | 1960                                      |                                           | 3 488                                     |                                           |
| 1965                                                        | 1965                                      |                                           | 3 747                                     |                                           |
| 1970                                                        | 1970                                      |                                           | 4 189                                     |                                           |
| 1975                                                        | 1975                                      |                                           | 4 713                                     |                                           |
| 1980                                                        | 1980                                      |                                           | 5 551                                     |                                           |
| 1990                                                        | 1990                                      |                                           | 6 407                                     | 382                                       |
| 1995                                                        | 1995                                      |                                           | 6 479                                     | 400                                       |
| 2000                                                        | 2000                                      |                                           | 6 421                                     | 403                                       |
| 2005                                                        | 2005                                      |                                           | 6 651                                     | 408                                       |
| 2010                                                        | 2010                                      |                                           | 7 085                                     | 423                                       |
| 2015                                                        | 2015                                      |                                           | 7 459                                     | 538                                       |
| 2020                                                        | 2020                                      |                                           | 7 692                                     | 585                                       |
| Anm.: sammanvuxen 2015 med Ekeboda och 2020 med Galgabacken |                                           |                                           |                                           |                                           |

## Bebyggelse

### Gästgivaregården och Stora Hotellet
Gästgivaregården, byggdes kring 1665, låg bredvid kyrkan. Det var ett helt hemman, Hörby nr 1, med ett tvåvåningshus som vette mot dagens Gamla Torg. Längor i korsvirke och grundmur hörde till. I maj 1900 revs Gästgivaregården och på dess ställe uppfördes efter ritningar av Malmöarkitekten Alfred Arwidius Nya hotellet, vilket invigdes den 25 maj 1901. Namnet ändrades senare till Stora Hotellet.

### Kvarnen
Kvarnen är den äldsta byggnaden i Hörby och idag inrymmer den en restaurang. När man på mitten av 1800-talet skulle bygga en väderkvarn i Hörby valde man en av de högst belägna platserna att placera den på. För att komma upp ytterligare började man med att bygga en två våningar hög stengrund. Ovanpå grunden placerades sedan en holländsk väderkvarn byggd i eke- och furutimmer med tak av dels asfaltspapp och dels spån. Kvarnen togs i bruk 1861. Kvarnen hade fyra par stenar, skal- och grynkvarn samt två siktar. Den drevs med vindkraft samt med lokomobil vilken hade en vertikal ångmaskin på sju hästkrafter. Lokomobilen fanns i ett trähus med spåntak. Strax efter midnatt 26 juli 1885 totalförstördes kvarnen i en brand men en ny holländsk väderkvarn byggdes på kvarngrunden. I april 1906 snurrade kvarnvingarna för sista gång och därefter monterades kvarnen ned och flyttades till Vollsjö. Köpingen köpte tomt och de övriga byggnaderna inklusive den två våningar höga stengrunden. En magasinsbyggnad revs och Prostgatan drogs fram till Slagtoftavägen. 1908 såldes kvarngrunden och en tredje våning av trä med sadeltak byggdes. 1912 elektrifierades kvarnen och inga vingar behövdes mer. 1918 byggde möllaren en magasinsbyggnad väster om kvarnen med en invändig förbindelse mellan magasinet och kvarnen. Över magasinbyggnadens ingång står O. Johansson & Co 1918. Mjölnaren Olof Johansson avled 1926 och sedan fortsatte sonen rörelsen fram till 1966 då kvarnen lades ner för gott. Byggnaden stod och förföll och var ett tag även rivningshotad innan den restaurerades.

### Tingshuset och Hörby Museum

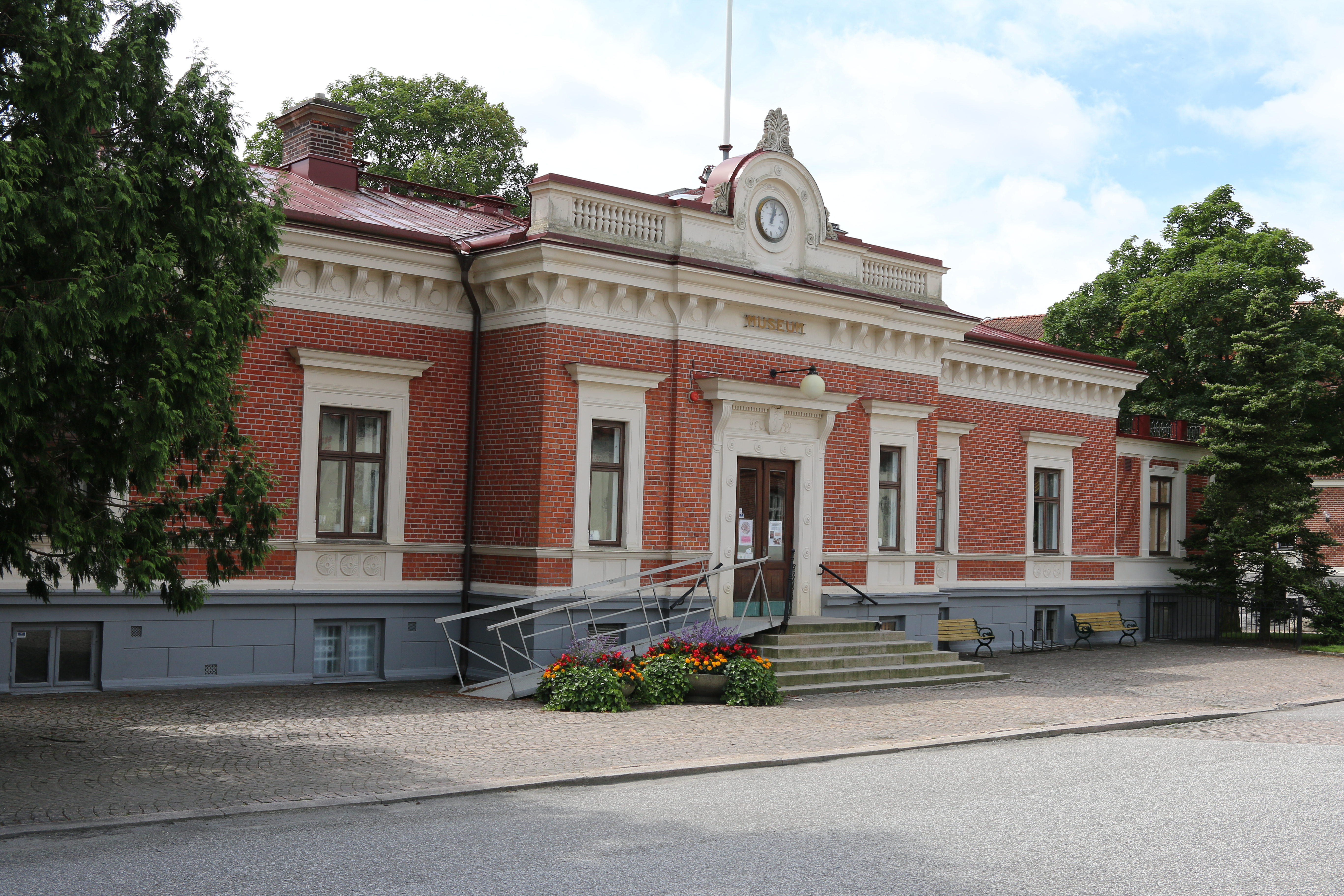
Hörby museum.

Första tingshuset i Hörby låg öster om Gamla Torg och togs i bruk 1697. I januari 1881 brann tingshuset och vid återuppbyggnaden flyttades det norrut till stationsområdet. Den 8 oktober 1885 användes det nya tingshuset, efter arkitekt Salomon Sörensen, för första gången. Idag finns Hörby Museum här.

### Religiösa byggnader
- Hörby kyrka
- EFS-församlingsbyggnad

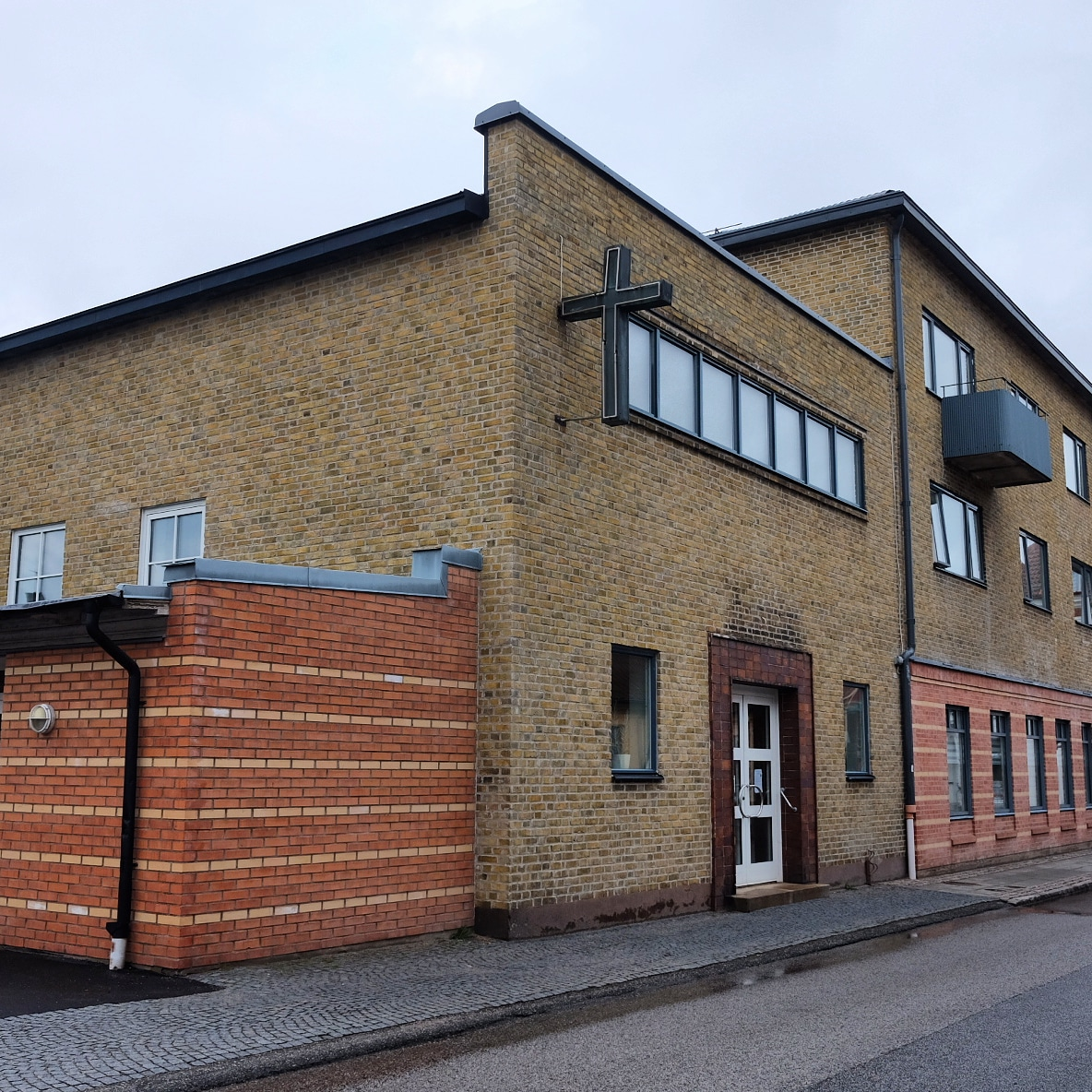
Pingstkyrkan Sion i Hörby.

- Sionkyrkan, fastighet i hörnet Nygatan/Västergatan, i hörnet av Gamla Torg i centrala Hörby. Uppfördes 1939. Kyrkan renoverades invändigt i slutet av 1990-talet. Med över 200 sittplatser och café. Fastigheten ägs av Sionförsamlingen, som är en frikyrkoförsamling som tillhör den svenska Pingströrelsen.

### Andra byggnader
- Hörby Bibliotek
- Hörby Station
- Per Mörcks gård ligger på västra sidan av Stora Torg. Byggnaden genomgick en större restaurering på 1920-talet då taket lyftes upp och en utbyggnad mot torget gjordes. Huset byggdes samtidigt ut på gårdssidan med en altan på taket. Här fanns Per Mörcks handelsbod.

### Torg, platser, parker och grönområde
- Ernst Ahlgrensparken ligger strax väster om Parktorget och är namngiven efter författaren Victoria Benedictssons pseudonym, Ernst Ahlgren. En byst av Benedictsson står mitt i parken.
- Gamla Torg. Stensattes 1882 men eftersom man inte anlagt rännstenar stod torget under vatten redan efter höstens regnväder samma år och den nylagda stensättningen gick i vågor.
- Hörby fälad är ett naturreservat i nordvästra hörnet av tätorten. Här finns Lågedammen, en oval vattensamling, som gett namn åt bland annat Lågedammsbadet och Lågehallen.

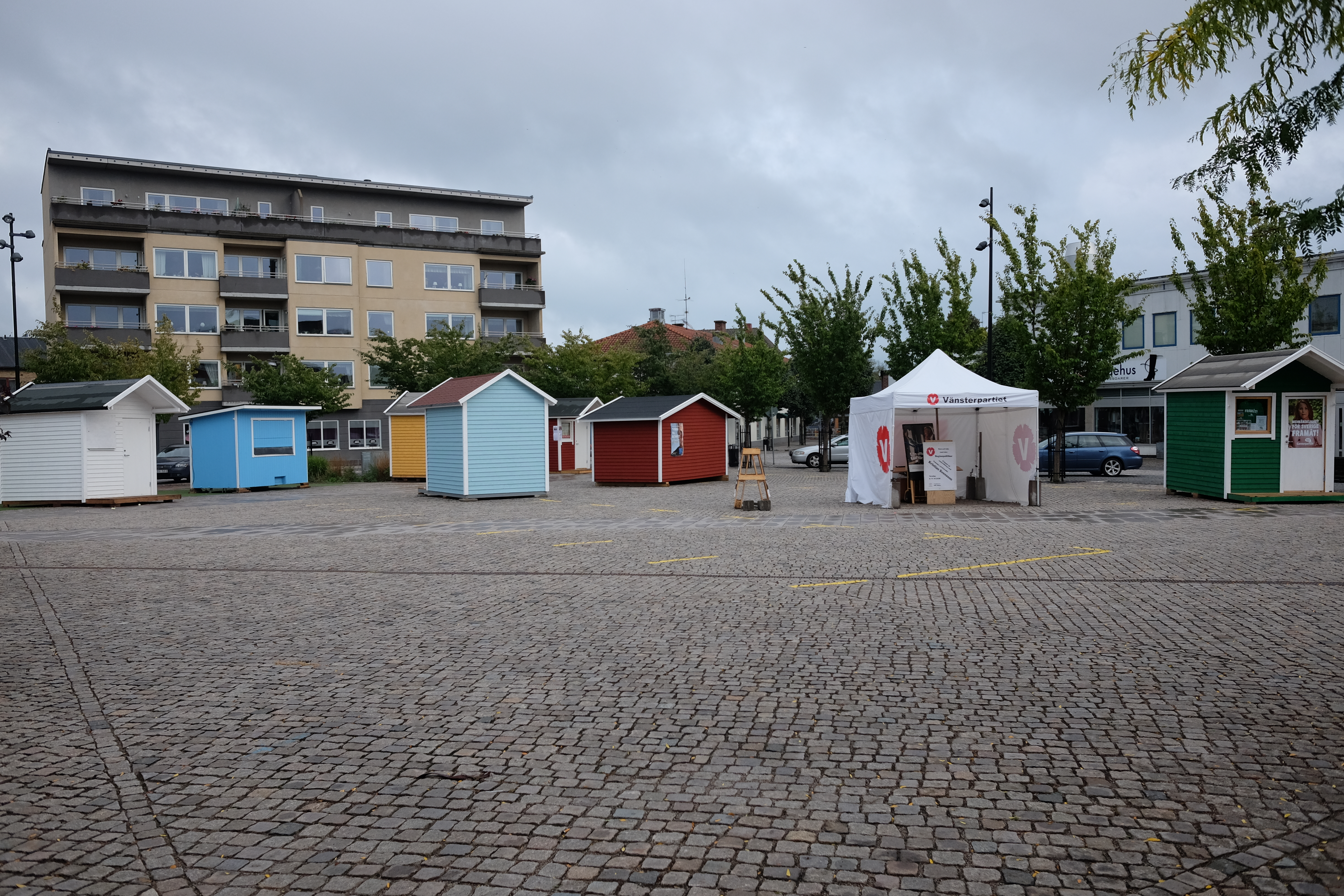
Valstugor på Nya Torg i samband med valet 2018.

- Karnas Backe är ett friluftsområde med 7 stycken boulebanor, grillplatser, 3 motionsslingor på vardera 1000 meter varav en med elljus, bänkar samt en varierande 18-håls discgolfbana med både skogshål och öppna långa hål. Området består av öppen betesmark samt blandlövskog med ek, björk, al, asp och hassel.
- Nya Torg. Var på 1800-talets mitt ett stort kärr, men anlades som torg i slutet av 1870-talet.
- Parktorget ligger mellan Bollhusgatan, Torggatan, Norregatan och Prostgatan. Används som nöjesfält på Hörby Marknad.
- Ringsjöparken ligger söder om Ringsjövägen längs med Hörby å. Här står konstnären Christian Kruse staty.
- Strömparterren ligger strax norr om gamla lasarettsområdet i hörnet Råbyvägen–Tvärgatan. I närheten av sin kvarn anlade kvarnägare John Ohlsson i slutet av 1800-talet en liten park som han döpte till Strömparterren. I parken fanns grottor, blomsterplanteringar och ett flertal djur skulpterade i sten. Han testamenterade parken till Köpingen som efter hans död 1904 lät den förfalla och stenarbetena vittrade sönder. Efter några år sålde köpingen park och kvarn vidare till en privatperson. Idag äger Hörby kommun åter parken vars ingång vaktas av två cementlejon, det enda som finns kvar av alla stenfigurerna.

## Näringsliv

### Bankväsende
Bygdens sparbank, Frosta Härads Sparbank, grundades 1848 och låg först i Fulltofta herrgård. I februari 1882 köpte sparbanken en tomt nordväst om Nya Torg och lät uppföra ett nytt bankhus. Den 15 mars 1884 invigdes lokalerna.
Skånes Enskilda Bank låg först i samma hus som bokhandel och post så att man fick passera de båda för att komma in till det trånga bankkontoret. I december 1881 flyttade bank och post till ett nytt hus som postmästare Christian Benedictsson (gift med författaren Victoria Benedictsson) byggt. Våren 1885 skedde en större förskingring och huvudkontoret avskedade då all personal samt lade ner avdelningskontoret.
Skånska handelsbanken öppnade ett kontor i Hörby den 14 januari 1897. Både Skånes enskilda bank och Skånska handelsbanken uppgick under 1910-talet i Skandinaviska kreditaktiebolaget. Runt 1910-talets slut öppnade Svenska lantmännens bank kontor i Hörby. Dess efterföljare Jordbrukarbanken och PKbanken fanns också i Hörby.
SEB stängde sitt kontor i Hörby den 18 november 2016. Därefter var Sparbanken Skåne ortens enda kvarvarande bankkontor.

### Företag
I Hörby verkar två medicintekniska företag, Nolato MediTech och Atos Medcal. Medical Rubber grundades 1973 och ingår sedan 2006 i Nolato under namnet Nolato MediTech. Atos Medical grundades i Hörby 1986 och har kvar sin tillverkningsanläggning där.
Här finns även Hörby Bruk som tillverkar kärror, redskap och lekredskap och ScanCord AB som specialiserar sig på offentlig textil.
Andra företag i orten är Byggman AB maskinuthyrning, Hyrfama AB Fastighet och maskinuthyrning, LBM elektronik, Nilssons gästgiveri AB och S-Schakt.
Bland detaljhandel i ortens centrum finns Bilmånsson i Hörby, Modepunkten, Sandahls Modehus S34 och Beijer Byggmaterial (tidigare PoG Woody Bygghandel). Annan detaljhandel i orten är Häggenäs Automobile AB och Hörby Lantmän.

## Utbildning
- Frostaskolan, förskoleklass till årskurs 9.
- Georghillsskolan (även kallad G-hill), förskoleklass till årskurs 9. Här finns även anpassad grundskola.
- Hörby lantbruksskola, utbildning inom lantbruk 1951–1972 och inom skogsbruk 1964–1971. Idag konferensanläggning.
- Hörby yrkesgymnasium
- Samskolan, senare Samrealskolan, vid Torggatan invigdes 15 september 1897. Statlig från 1900. Idag är Komvux inrymt i lokalerna.
- Kyrkskolan i Hörby var Hörbys första skolhus som byggdes 1844 och revs 1955.[16]
- Älvdalsskolan, förskoleklass till årskurs 6.
- Hörby Lärcenter som inhyser vuxenutbildning, introduktionsprogram och SFI.
- Hörby Kulturskola

## Kultur och nöjesliv

### Bibliotek
Biblioteket är inrymt i före detta Järnvägshotellet och ligger vid gamla stationsområdet på hörntomten Vallgatan–Nygatan.

### Museum
- Hembygdsstugan ligger i nordväst vid Byggmästaregatan. En ryggåsstuga från Boarp, Norra Rörum. Frosta härads hembygdsförening flyttade och återuppförde stugan på mark som kommunen ställt till förfogande. Stugan invigdes 11 maj 1952. Inrymmer bruks- och allmogeföremål från Ellen och Gustaf Fridolins samling fram till 1977 då museet i Hörby stod färdigt. Vid stugan hålls evenemang av skilda slag.
- Hörby Museum finns inrymt i före detta Tingshuset som ligger vid gamla stationsområdet mellan Vallgatan, Nygatan och Tingsgatan.

### Återkommande evenemang
- Kulturkalaset äger rum i slutet av maj. Musik-, dans- och teaterframträdande.
- Victoriamarknad äger rum i september och är en gammeldags marknad som på författaren Victoria Benedictssons tid.

#### Hörby Marknad
Hörby marknad har gamla anor och är än idag en folkfest av stora mått. Sedan 1881 äger marknaden rum första torsdagen i juli månad med förmarknad dagen före på onsdagen.
Den första frimarknaden hölls i Hörby 29 juli 1748. Från 1782 hölls marknaden i dagarna två. Från 1797 hölls två årliga marknader i Hörby, en i februari och under några få år den andra i juni men den flyttades sedan åter till juli.
Under 1830-talet hölls marknaden på nuvarande Gamla Torg. På 1860-talet flyttades den till nuvarande Marknadstorget öster om Slagtoftagatan. 1880 meddelade kommerskollegiet att marknaderna i juli och oktober skulle upphöra. Beslutet överklagades och 1881 medgavs att man istället för stormarknaderna fick man hålla större marknadstorsdagar första torsdagen i april, juli och oktober. Marknaderna flyttades tillbaka till Stora Torg. Månadsmarknaderna växte sig stora och i juni 1888 räckte inte Stora Torg till utan hantverkarna fick flytta till Nya Torg.

## Media
I december 1890 startades två tidningar i Hörby. Hörby Tidningen kom ut sporadiskt fram till i januari 1894 då den lades ner. Hörbyposten, som i december 1899 bytte namn till Hörbyposten Central Skåne, hade kontor i hörnfastigheten Stora Torg-Råbygatan med tryckeri mot gårdssidan. Lades ner 1911. 1 juli samma år startades Mellersta Skåne av Ivar Säfstrand. Mellersta Skåne lades ner 1 oktober 1986 efter att ha köpts upp av Skånska Dagbladet.

## Fritid och idrott

### Föreningar
- Hörby FF (Fotbollsklubb)[17]
- IK Lågan (Handbollsklubb)[18]
- Hörby Budoklubb
- Hörby UNF
- SMK Hörby
- Hörby brottarklubb
- Hörby motocrossklubb
- Hörby Frosta GDF
- Hörby Atletklubb
- Korpen Hörby
- Frosta OK

## Kända personer med anknytning till Hörby
se även Personer från Hörby
- Victoria Benedictsson, författare och dramatiker
- Sankta Magnhild, helgon
- Maja Fjæstad, konstnär
- Sara Holmgren, handbollsspelare
- Christian Kruse, konstnär
- Axel Lundegård, författare
- Justus Lundegård, konstnär
- Janne Nilsson, försvarsminister
- Martin Svensson, MMA-utövare
- Sven Sörmark, tidningsman och författare
- Lina Wolff, författare och Augustprisvinnare
- Ored Andersson, folkmusiker
- Felicia Aveklew, influenser
- Hildegard Falk, konstnär
- Nils Hansson, nordisk mästare i bågskytte
- Evald Åkeson-Lundegård, kyrkoherde och riksdagsman
- Nils Månsson, riksdagsman
- Nils Nilsson i Skärhus, riksdagsman
- Nils Nilsson i Äspinge, riksdagsman
- Bo Persson, VM-guld i bordtennis
- Nils Persson, riksdagsman
- Ivar Säfstrand, riksdagsman och redaktör
- Eric Sundblad, konstnär
- Elisabet Strid, operasångerska
- Albert Krüger, konstnär
- Anna Tornbacka, konstnär
- Sten Carlborg, konstnär
- Erling Alm, civilingenjör och känd för kustskydd
- Karin Borgström, konstnär
- Jan Brink, dressyrryttare, tävlat i OS
- Jill Gullberg, ryttare
- Nils Hast, vetenskapsman
- Philip Henningsson, handbollsspelare
- Sven Hjorth, konstnär
- Ingegerd Levander, politiker
- Carl Gustaf Nelson, konstnär
- Christina Nilsson, författare
- Marianne Nordquist, konstnär
- Karl-Erik Olsson, konstnär och flygtekniker
- Tage Rosenberg, konstnär
- Carl Axel Samsioe, känd tandläkare
- Folke Samuelsson, tecknare och kartritare
- Linus Svenning, sångare
- Oskar Sverrisson, fotbollsspelare
- Birgitta Trolle, svensk motorsportspionjär
- Fritz Österlind, arkitekt
- Patriot Sejdiu, fotbollsspelare
- Jonna Malmgren, brottare